# スタニスラフ・グロス
スタニスラフ・グロス（Stanislav Gross、1969年10月30日 - 2015年4月16日）は、チェコ共和国の政治家。2004年7月から2005年4月まで首相を務めた。

## 人物
プラハ生まれ。カレル大学法学部を卒業。チェコ社会民主党所属で2001年から副党首を務める。2000年4月、内務大臣として入閣する。2004年7月、欧州議会選挙惨敗の責任を取って辞任したヴラジミール・シュピドラの後継として、チェコ史上最年少の34歳で首相に就任する。
しかし自身の邸宅購入をめぐる疑惑が浮上し、連立政党であるキリスト教民主党の離反など政治混乱を招いた責任を取る形で、就任から8ヶ月足らずで、2005年4月に辞任した。
その後、筋萎縮性側索硬化症を患い長い療養生活の末に2015年4月16日に45歳の若さで死去。
| 公職                          | 公職                                    | 公職                    |
| ----------------------------- | --------------------------------------- | ----------------------- |
| 先代 ヴラジミール・シュピドラ | チェコ共和国首相 第5代：2004年 - 2005年 | 次代 イジー・パロウベク |